# Ithkuil
El ithkuil es una lengua construida inventada por John Quijada entre los años 1978 y 2004. El nombre "ithkuil" es la romanización de la palabra Iţkuîl, que en este idioma significa aproximadamente "Representación hipotética de un lenguaje". El ithkuil es una mezcla de una lengua a priori y una lengua lógica diseñada para expresar un nuevo nivel del pensamiento humano, esforzándose por minimizar las ambigüedades e imprecisiones semánticas que se encuentran en las lenguas humanas naturales. Quijada ha mostrado que en ithkuil se puede elucidar un mensaje de la mente con menos palabras que en idiomas naturales. El ithkuil tiene una gramática, fonología, y ortografía riquísima, incluyendo un sistema de escritura de 3.600 caracteres. Por supuesto, nadie domina aún completamente esta lengua. 
En 2007, tras recibir quejas por la pronunciación del ithkuil, que era demasiado complicada, Quijada realizó la primera revisión del idioma. Esta reforma tomó el nombre de Idioma «Ilaksh».
En 2004 —y nuevamente en 2009 después del lanzamiento de ilaksh— el ithkuil fue presentado en el popular magazine de ciencia y tecnología de idioma ruso "Computerra". En 2008, ganó el premio "Smiley Award" al mejor idioma artificial.
La segunda revisión fue una revisión mayor lanzada el 15 de julio de 2011 y también llamada "ithkuil" dando continuidad al nombre original. Una gran parte de esta reforma concuerda con la versión original del ithkuil lanzada en 2004, indicando en el artículo de la reforma qué partes concuerdan con la versión original y cuales no. 
Quijada, en 2023,volvió a lanzar una nueva versión con el nombre de New Ithkuil, la cual trajo nuevas cosas que sugerían las personas como interjecciones y la reducción de sus fonemas, entre otras cosas.

## Concepto

### Ithkuil (2004)

#### Influencias
Como influencias, Quijada cita a la "morfo-fonología de los complejos verbales abjasios, los modos de verbos de ciertas lenguas indígenas de América, el sistema aspectual de las lenguas nigerocongolesas, el sistema del caso nominal de la lengua vasca y las lenguas caucásicas nororientales, el sistema enclítico de las lenguas wakash, el sistema de orientación posicional del idioma tzeltal y de la lengua guguyimidjir, la morfología semítica de raíces triconsonánticas y las categorías posesivas del láadan de Suzette Elgin".

### Ilaksh: Primera revisión del ithkuil (2007)
Desde su aparición en la revista rusa Computerra, varios rusoparlantes contactaron a Quijada y expresaron su entusiasmo por aprender ithkuil, recibiendo este varias quejas debido a la difícil pronunciación. Quijada rehízo la morfología del ithkuil y el 10 de junio de 2007 publicó la primera revisión del idioma al cual llamó "ilaksh". La innovación contó con otras enmiendas a la gramática como algunos niveles adicionales o un ligero retoque a los casos de los sustantivos.
La escritura ilaksh fue rediseñada. Habiendo dos formas, un sistema “informal” apto para la escritura manuscrita o de sistemas informáticos, y un sistema “formal” logográfico con posibilidades artísticas semejante a la Escritura maya.